# سانتياغو واندررز
نادي سانتياغو واندررز الرياضي (بالإسبانية: Club de Deportes Santiago Wanderers)‏ نادي كرة قدم تشيلي يلعب في دوري الدرجة الممتازة . تم تأسيس النادي في سنة 1892 .